# 심비안
심비안(Symbian Ltd.)은 소프트웨어 개발 및 라이선스 기업으로, 스마트폰 운영 체제 심비안 OS와 기타 관련 기술로 알려져 있다. 본사는 잉글랜드 런던 서더크에 있으며, 그 밖의 오피스로는 영국, 중국, 인도, 일본, 한국, 미국에 있다.
1998년 6월 24일, PDA와 휴대 전화 간 동시 접근을 이용할 목적으로 에릭슨, 노키아, 모토로라, PSION의 파트너십으로 설립되었다.

## 라이선스
심비안 운영 체제의 라이선스를 받는 단체는 다음과 같다:
- 아리마(Arima)
- 벤큐
- 후지쯔
- 레노버
- 마츠시타
- 모토로라
- 노키아
- 삼성
- 샤프
- 지멘스
- 소니 에릭슨

## 같이 보기
- 심비안 재단
- 심비안 OS